# Groene waterstof
Groene waterstof is waterstof die afkomstig is uit een hernieuwbare bron en die is geproduceerd met duurzame energie.
De twee voornaamste bronnen voor groene waterstof zijn water (winning door middel van duurzame elektrolyse) en biomassa. De meeste waterstof wordt nog geproduceerd met behulp van fossiele brandstoffen. De fossiele brandstof, zoals aardgas, dient daarbij als bron voor de waterstof en als energiebron voor het productieproces. Als de daarbij veroorzaakte uitstoot niet wordt afgevangen en opgeslagen heet dit grijze waterstof. Bij afvang en opslag van de uitstoot noemt men dit blauwe waterstof. 

## Groene waterstof door elektrolyse met groene stroom
Door middel van elektrolyse kan waterstof worden gewonnen uit water. Met behulp van een elektrische spanning en de toevoeging van een lage concentratie van een elektrolyt (voor een betere geleiding) wordt het water gescheiden in waterstofgas en zuurstofgas. Elektrolyse van water wordt efficiënter bij hogere temperaturen. Als de benodigde energie voor de elektriciteit en de warmte duurzaam wordt opgewekt, bijvoorbeeld met windgeneratoren, zonnepanelen of biomassa, dan verkrijgt men groene waterstof. Biomassa zoals hout en pellets kunnen overigens ook direct en efficiënter middels vergassing worden omgezet in waterstof.
Elektrolyse-fabrieken die uitsluitend gebruik maken van groene elektriciteitsoverschotten zijn moeilijk te realiseren. Wegens de beperktheid van deze overschotten functioneren dergelijke fabrieken voor het grootste deel van de tijd niet of nauwelijks, waarmee ze lastig winstgevend te maken zijn. In 2019 lijkt elektrolyse bovendien niet in aanmerking te komen voor SDE++ subsidie.  Om die reden denkt men bij groene waterstof uit elektrolyse voornamelijk aan twee soorten toepassingen. Zoals het tijdelijk al dan niet gedeeltelijk vervangen van uit aardgas geproduceerde waterstof in productieprocessen waar grijze waterstof een belangrijke grondstof is, zoals de productie van kunstmest. Als tweede kunnen er overschotten ontstaan aan duurzaam opgewekte elektriciteit op het elektriciteitsnet, bijvoorbeeld wanneer het hard waait en de stroomvraag laag ligt. Op deze momenten zouden de overschotten aan energie ingezet kunnen worden om met elektrolyse waterstof te produceren. De groene waterstof functioneert zo als een opslagmedium van (een deel van) energie die anders ongebruikt verloren zou zijn gegaan. 

### Nadelen
Omdat men tijdens de elektrolyse minstens 35% van de gebruikte energie verliest (de efficiëntste methode levert 65% van de gebruikte energie op in de vorm van waterstof), heeft het de voorkeur om de duurzame elektriciteit direct toe te passen waar mogelijk.
Een rapport van Transport & Environment uit 2023 twijfelt overigens aan de economische leefbaarheid van elektrolyse in dit verband.

## Groene waterstof uit biomassa
Behalve uit fossiele brandstoffen of water kan waterstof ook uit biomassa worden gewonnen. Er bestaan bijvoorbeeld biochemische methoden waarbij bacteriën biomassa omzetten in groene waterstof. Daarnaast kan groen gas en syngas dat wordt geproduceerd met biomassa als bron dienen voor groene waterstof. Na vergassing wordt de water-gas-shift-reactie toegepast. De samenstelling van groen gas is vergelijkbaar met aardgas, zodat dit type gas direct kan worden ingevoerd in de huidige infrastructuur voor waterstofproductie uit gas. De energie-efficiëntie van de productie hangt samen met het type biomassa dat wordt gebruikt. Een voordeel ten opzichte van elektrolyse is dat de restwarmte die vrijkomt bij de winning van groene waterstof uit groen gas, ook nuttig kan worden ingezet. Daarmee kan de energie-efficiëntie van het proces sterk worden verhoogd.
Net als bij waterstof uit fossiele brandstoffen blijven er na scheiding van de waterstof uit groen gas koolstoffen (koolstofmonoxide, koolstofdioxide (CO2)) over. Als deze niet worden afgevangen komen deze in de atmosfeer terecht. Deze CO2 verschilt echter van de CO2 uit fossiele brandstoffen, omdat deze pas relatief kort geleden door de biomassa aan de atmosfeer is onttrokken. Als de biomassa-bron in dezelfde hoeveelheid wordt aangevuld (zoals het aanplanten van nieuwe bomen), dan wordt de uitgestoten CO2 binnen een bepaalde tijd weer opgenomen, zodat de totale hoeveelheid CO2 in deze kringloop gelijk blijft. Bij juist gebruik is biomassa daarom CO2-neutraal. 
Wanneer de CO2 die vrijkomt bij waterstofwinning uit biomassa wordt afgevangen, voor gebruik in de industrie of om op te slaan (BECCS), kunnen er negatieve emissies gerealiseerd worden.

## België
De eerste Belgische elektrolyser op industriële schaal, Hyoffwind, met een vermogen van 25 MW, wordt vanaf februari 2025 gebouwd in de achterhaven van Zeebrugge, wat 25.000 ton CO2 kan uitsparen, om zowel de industrie als tankstations voor vrachtwagens met groene waterstof te bevoorraden.